# Prosecteur
Un prosecteur est une personne chargée de la préparation d'une dissection en vue d'une démonstration, d'ordinaire dans une école de médecine ou un hôpital. Le prosectorat est le nom donné à la charge universitaire dévolue à cet assistant de l'anatomiste. De nombreux anatomistes de renom ont commencé leur carrière en qualité de prosecteurs, aidant les chargés de cours et les démonstrateurs en anatomie et en pathologie.

## Maladies professionnelles
Les prosecteurs chargés des autopsies de cadavres de patients morts de maladie courent un risque élevé pour leur santé en l'absence de précautions. Au moins deux maladies sont spécifiques aux prosecteurs :
- La paronychie des prosecteurs : inoculation primaire de la tuberculose dans la peau et les ongles.
- La verrue des prosecteurs ou tuberculose verruqueuse cutanée (tuberculosis verrucosa cutis, TVC), une autre forme de contamination tuberculeuse.

Les infections sont un danger constant pour les prosecteurs,  surtout en cas de plaie cutanée causée par les instruments chirurgicaux pointus et tranchants utilisés pour ce travail. Environ 70 % du personnel des laboratoires de pathologie déclare avoir eu au moins un incident percutané de ce type. Dans ces cas, les gants chirurgicaux ordinaires sont une protection insuffisante. On connait de nombreux cas de pathologistes décédés de septicémie aiguë à la suite d'une blessure accidentelle. Celui du médecin et physiologiste autrichien Ernst von Fleischl-Marxow est resté célèbre. Au cours d'une autopsie, Fleischl-Marxow contracta une infection d'un doigt qu'il fallut amputer. Cette opération laissa comme séquelles des douleurs chroniques invalidantes qui le rendirent dépendant de la morphine, puis de la cocaïne proposée par son ami, Sigmund Freud.
Le risque infectieux actuellement le plus important est celui lié au SIDA. Bien qu'il soit difficile de le contracter  après une piqûre unique,  (l'ensemble des risques personnels a été estimé à 0,11 % 
), un cas au moins a 
été signalé  chez un pathologiste.
L'exposition respiratoire continue au formol utilisé dans la conservation des cadavres, est également un risque professionnel, pour le prosecteur comme pour les étudiants en médecine ou en médecine vétérinaire, les anatomistes et les pathologistes. L'inhalation du formol peut provoquer une irritation des yeux et des muqueuses et des symptômes tels qu'un larmoiement, des maux de tête, une sensation de brûlure dans la gorge, et une difficulté à respirer. Le formol est classé comme agent cancérigène potentiel.

## Liste de prosecteurs célèbres
- Jean-Zuléma Amussat (1796–1856)
- Paul Clemens von Baumgarten (1848-1928)
- Theodor Billroth (1829-1894)
- William Bowman (1816-1892)
- Paul Broca (1824-1880)
- Korbinian Brodmann (1868-1918)
- Ernst Wilhelm von Brücke (1819-1892)
- Alexis Carrel (1873-1944)
- Henri Cazin (1836-1891)
- Guillaume Dupuytren (1777-1835)
- Louis Hubert Farabeuf (1841-1910)
- Niels Ryberg Finsen (1777-1835)
- Friedrich Gustav Jakob Henle (1809-1885)
- Josef Hyrtl
- Eduard Kaufmann
- Albert von Kölliker (1817-1905)
- Eber Landau
- Paul Langerhans (1847-1888)
- François Magendie (1783-1855)
- Giovanni Battista Morgagni (1682-1771)
- Jan Evangelista Purkinje (1787-1869)
- Paul Segond (1851-1912)
- Franz Eilhard Schulze (1840-1921)
- Heinrich Christian Friedrich Schumacher (1757-1830)
- Rudolph Virchow (1821-1902)

Prosecteur mythique
- Alessandra Giliani, selon une fausse tradition qui remonte au XVIIIe siècle[1], mais qui en a fait une figure mythique en tant que première femme italienne à pratiquer le métier de prosecteur[2],[3].

### Source de la traduction
- (en) Cet article est partiellement ou en totalité issu de l’article de Wikipédia en anglais intitulé « Prosector » (voir la liste des auteurs).